# Джулі Вайт
Джулі Вайт (англ. Julie White, нар. 4 липня 1961) — американська акторка, лауреатка премії «Тоні» в 2007 році.

## Життєпис
Народилася 1961 року в Сан-Дієго, Каліфорнія, виросла на ранчо в Остіні, штат Техас. Підліткою почала виступати на місцевій сцені, а після переїхала до Нью-Йорка і вступила до Фордгемського університету.
Вайт виступала у багатьох постановках. У 1991 році вона дебютувала на телебаченні в епізоді серіалу «Закон і порядок», а в 1993 році отримала постійну роль подруги Бретт Батлер у ситкомі «Грейс у вогні», де знімалася до 1997 року. Також вона відома за роллю Джуді Вітвікі у фільмах «Трансформери» (2007), «Трансформери: Помста полеглих» (2009) та «Трансформери 3: Темний бік Місяця» (2011). На телебаченні Вайт також мала помітні ролі в серіалах «Клієнт завжди мертвий» та «Закон і порядок: Спеціальний корпус». У 2012—2013 роках Вайт мала постійну роль у провальному ситкомі NBC «На старт!» з Меттью Перрі.
У 2007 році Джулі Вайт виграла премію «Тоні» за найкращу жіночу роль у п'єсі за роль у The Little Dog Laughed. У 2015 році вона номінувалася на «Тоні» за найкращу жіночу роль другого плану у п'єсі за Airline Highway.

## Особисте життя
З 1984 по 1990 рік була одружена з Карлом Панделом. Вони мають одну дитину. У 2001 році одружилася з Крістофером Коннером, розлучилися в 2008 році.

## Вибрана фільмографія
| Рік       |    | Українська назва                    | Оригінальна назва                                     | Роль                     |
| --------- | -- | ----------------------------------- | ----------------------------------------------------- | ------------------------ |
| 1991—1992 | с  | Закон і порядок                     | Law & Order                                           | Сенді / офіціантка       |
| 1993—1997 | с  | Грейс у вогні                       | Grace Under Fire                                      | Надін Фрідом             |
| 1995      | тф | Хроніки з життя Хайді               | The Heidi Chronicles                                  | Френ                     |
| 1999      | с  | Дотик ангела                        | Touched by an Angel                                   | Моллі Ейвері             |
| 2000      | с  | Військово-юридична служба           | JAG                                                   | детективка Ванда Шиллінг |
| 2000      | с  | Сильні ліки                         | Strong Medicine                                       | Кетлін Кроуфорд          |
| 2001      | с  | Еллі Макбіл                         | Ally McBeal                                           | Меріан                   |
| 2001—2002 | с  | Клієнт завжди мертвий               | Six Feet Under                                        | Мітзі Далтон Гантлі      |
| 2002      | ф  | Шльопни її, вона француженка        | Slap Her… She's French                                | Бутсі Грейді             |
| 2003—2007 | с  | Закон і порядок: Спеціальний корпус | Law & Order: Special Victims Unit                     | лікарка Енн Морелла      |
| 2004      | с  | Врятуй мене                         | Rescue Me                                             | доктор Голдберг          |
| 2005      | ф  | Війна світів                        | War of the Worlds                                     | жінка                    |
| 2006      | с  | Відчайдушні домогосподарки          | Desperate Housewives                                  | Аманда                   |
| 2007      | ф  | Трансформери                        | Transformers                                          | Джуді Вітвіки            |
| 2007      | ф  | Щоденники няні                      | The Nanny Diaries                                     | Джейн Гулд               |
| 2007      | ф  | Майкл Клейтон                       | Michael Clayton                                       | місіс Грір               |
| 2009      | мф | Монстри проти чужих                 | Monsters vs Aliens                                    | Венді Мерфі              |
| 2009      | ф  | Трансформери: Помста полеглих       | Transformers: Revenge of the Fallen                   | Джуді Вітвіки            |
| 2009      | мф | Монстри проти овочів                | Monsters vs. Aliens: Mutant Pumpkins from Outer Space | Венді Мерфі              |
| 2011      | с  | Закон і порядок: Злочинні наміри    | Law & Order: Criminal Intent                          | Стефані Міллер           |
| 2011      | ф  | Трансформери: Темний бік Місяця     | Transformers: Dark of the Moon                        | Джуді Вітвіки            |
| 2011      | с  | Сутичка                             | Damages                                               | Донна Чейз               |
| 2012      | ф  | Привіт, мені вже час                | Hello I Must Be Going                                 | Гвен Гаммер              |
| 2012      | мс | Пінгвіни Мадагаскару                | The Penguins of Madagascar                            | Ма                       |
| 2012      | ф  | Лінкольн                            | Lincoln                                               | Елізабет Блер Лі         |
| 2012—2013 | с  | На старт                            | Go On                                                 | Ен                       |
| 2014      | с  | Медсестра Джекі                     | Nurse Jackie                                          | Антуанетта Міллс         |
| 2015      | с  | Гарна дружина                       | The Good Wife                                         | Селма Краузе             |
| 2015      | тф | Дуже мюрреївське Різдво             | A Very Murray Christmas                               | Бев                      |
| 2016      | с  | Ти — найгірший                      | You’re the Worst                                      | лікарка Табіта Гіґґінс   |
| 2017      | с  | Чоловік шукає жінку                 | Man Seeking Woman                                     | мама Люсі                |
| 2018      | с  | Медики Чикаго                       | Chicago Med                                           | Теса                     |
| 2018      | с  | Просто немає слів                   | Speechless                                            | Гелен                    |
| 2019      | с  | Останній кандидат                   | Designated Survivor                                   | Лоррейн Зіммер           |
| 2020      | с  | Місіс Америка                       | Mrs. America                                          | жінка                    |
| 2022      | с  | Стартап, що зазнав краху            | WeCrashed                                             | Моніка                   |